# Charles Lassueur
Charles Lassueur, né le 9 août 1896 à Lausanne et mort dans la même ville le 26 novembre 1977, est un pianiste et enseignant vaudois.

## Biographie
Charles Lassueur étudie le piano au Conservatoire de Lausanne comme élève de Jules Nicati et obtient en 1914 un diplôme de virtuosité avec grande distinction. Il séjourne ensuite à Paris, où il étudie auprès d'Isidor Philipp et de Theodor Szanto, l'un des derniers élèves de Liszt. De retour à Lausanne, il partage sa carrière entre récitals et enseignement.
Tant dans la musique de chambre que dans la musique d'orchestre, Charles Lassueur est un pianiste recherché. Il accompagne ainsi différents orchestres tels que l'Orchestre Pasdeloup, l'Orchestre de Paris, l'Orchestre de la Suisse romande ou l'Orchestre de Radio-Zurich. Il a donné de nombreux récitals dans toute l'Europe occidentale, mais principalement à Paris, où il se produit dans la salle Chopin, la salle Érard ou la salle Gaveau. Il devient même, en 1959, l'un des premiers pianistes suisses applaudis outre-Atlantique, lors d'une tournée aux États-Unis.
Attachant beaucoup d'importance à la diffusion de la musique hors des grands centres urbains, cet interprète privilégié de l’œuvre de Chopin donne également de nombreux récitals dans les petites villes du canton de Vaud. Sa carrière d'enseignant a pour cadre unique le Conservatoire de Lausanne : il succède en 1921 à son maître Jules Nicati, au poste de professeur de piano, puis à celui de professeur des classes de virtuosité, qu'il occupe durant cinquante et un ans. Charles Lassueur, tout comme Isidore Philipp, prône une didactique pianistique attachée à l'école digitale. Il a formé de nombreux interprètes renommés comme Jean Perrin ou Henri Jaton.
Également peintre, il participe à plusieurs expositions à partir de 1960. Il décède à la suite d'un accident de la route le 26 novembre 1977.

## Sources
- « Charles Lassueur », sur la base de données des personnalités vaudoises sur la plateforme « Patrinum » de la Bibliothèque cantonale et universitaire de Lausanne.
- Dictionnaire des musiciens suisses, Zurich, Atlantis Verlag, 1964, p. 222
- Burdet, Jacques, La Musique dans le canton de Vaud: 1904-1939, Lausanne, Éditions Payot, 1983, p. 222
- Scherrer, Antonin, Conservatoire de Lausanne: 1861-2011, Lausanne, Infolio, p. 92
- "Au Conservatoire", Tribune de Lausanne, 1922/07/11
- "Personnalité tuée par un trolley : appel au témoin", Tribune de Lausanne, 1977/11/18.